# Petrolisthes elongatus
Petrolisthes elongatus es una especie de crustáceo decápodo de la familia Porcellanidae.

## Morfología
Su caparazón es redondeado, algo más largo que ancho, sin espinas dorsales ni supraoculares, finamente granulado. El merus de los pereiópodos está desarmado y el telson tiene 7 placas. Sus antenas sensoriales son largas.
Decápodo significa "con diez pies", pero su quinto par de patas es muy reducido, quedando en ocasiones oculto por la concha, siendo empleado para mantener limpias las branquias. 
El abdomen conserva un abanico en la cola similar a la de las langostas o camarones, es muy móvil, y cuando el cangrejo está amenazado lo contrae y expande para nadar fuera de peligro. Normalmente está recogido bajo el tórax, no siendo visible.
Sus considerables y aplanadas pinzas las utiliza solo para defensa, no usándolas para alimentarse. Para esto, tienen una largas setas (cerdas) formando abanicos cerca de la boca, que utilizan como una escoba para atrapar pequeños organismos, como algas planctónicas y crustáceos de la columna de agua.
Alcanza los 21 mm de tamaño. Su coloración es azul verdosa, con los extremos de las quelas en tono rojizo.

## Alimentación
Es un filtrador que se alimenta de algas y crustáceos planctónicos, que atrapa de la columna de agua con sus cerdas retráctiles en abanico.

## Hábitat y distribución
Habita en arrecifes, sobre rocas y corales. En zonas intermareales y hasta 12 m de `profundidad.
Se distribuye en el océano Pacífico, es nativo de Nueva Zelanda y se localiza también en Tasmania y el sureste de Australia.